# Мислівець (Куявсько-Поморське воєводство)
Мислівець (пол. Myśliwiec) — село в Польщі, у гміні Ринськ Вомбжезького повіту Куявсько-Поморського воєводства.
Населення — 576 осіб (2011).

## Демографія
Демографічна структура станом на 31 березня 2011 року:
|          | Загалом | Допрацездатний вік | Працездатний вік | Постпрацездатний вік |
| -------- | ------- | ------------------ | ---------------- | -------------------- |
| Чоловіки | 284     | 59                 | 200              | 25                   |
| Жінки    | 292     | 70                 | 171              | 51                   |
| Разом    | 576     | 129                | 371              | 76                   |